# Ichneumon perlugubris
Ichneumon perlugubris là một loài tò vò trong họ Ichneumonidae.